# 妙弄蝶屬
妙弄蝶屬（學名：Mnestheus）是弄蝶科弄蝶亞科中的一個屬。物種分佈於新熱帶界。

## 物種
- Mnestheus damma
- 妙弄蝶 Mnestheus ittona